# リンカンシャー
リンカンシャー（英: Lincolnshire, Lincs, [ˈlɪŋkənʃər, ˈlɪŋkənʃɪər]）は、イングランド東部のイースト・ミッドランズおよびヨークシャー・アンド・ザ・ハンバーにある典礼カウンティ。北でハンバー川河口部をはさみイースト・ライディング・オブ・ヨークシャーと、南でノーフォーク、ケンブリッジシャー、ノーサンプトンシャー、ラトランドと、西でレスターシャー、ノッティンガムシャー、サウス・ヨークシャーと隣接し、東は北海に臨む。カウンシル所在地（州都）はリンカン。ノース・ヨークシャーに次ぎ、イングランドで2番目に面積の大きなカウンティである。
面積は6,959平方キロメートルで、その大部分が農村部である。人口は約110万人。主要都市としてリンカンのほか、グリムズビー、スカンソープが挙げられる。行政上は非大都市圏カウンティという分類で、7つの地区（ディストリクト）とノース・リンカンシャーおよびノース・イースト・リンカンシャーのふたつの単一自治体からなる。ふたつの単一自治体はヨークシャー・アンド・ザ・ハンバーに、ほかの地域はイースト・ミッドランズの各地方にある。
リンカンシャー・ウッズ特別自然美観地域 (AONB) の石灰岩の丘陵やリンカンシャー・フェンズの湿地帯、リンカーン・クリフの断崖、リンカンシャー沼沢地など、広大なカウンティゆえにさまざまな地形がみられる。
それほど工業化も経験せず、侵略の脅威も小さかったために、歴史的には目立たない地方である。古代ローマ時代にはリンドゥム・コロニアと呼ばれたリンカンが主要な入植地であった。5世紀になるとアングル人が侵攻し、北部にリンジー王国を打ち立てた。1072年にはリンカンに司教座が置かれ、その後数世紀をかけてリンカン大聖堂が建設された。中世後期に入ると羊毛貿易によって繁栄し、大商人の寄進によってボストンのセント・ボトルフズ教会のような大規模な教会が建設され、羊毛教会 (Wool church) と呼ばれた。第二次世界大戦中は平坦な地形のためイギリス空軍の重要な基地とされ、各地に飛行場が建設、爆撃機二個中隊が置かれた。
州内のスポルディングは、フラワー・パレードという祭りで知られる。

## リンカンシャーに関連する作品
- リンカンシャーの花束：パーシー・グレインジャーが1937年に作曲した吹奏楽曲。この地方の民謡を基にしている。